# Ado (prénom)
Pour les articles homonymes, voir Ado.
Ado (あど) est un prénom japonais mixte.

## Personnes célèbres
- Ado Endō (ja) (遠藤あど), une actrice et danseuse japonaise (1973).
- Ado Sato (佐藤亜土), un peintre japonais (1936-1995).